# Zabłocie (rejon włodzimierski)
Zabłocie (ukr. Заболоття, Zabołottia) – wieś na Ukrainie, w rejonie włodzimierskim obwodu wołyńskiego. W 2001 roku liczyła 80 mieszkańców.